# I Bet My Life
"I Bet My Life" is een nummer van de Amerikaanse band Imagine Dragons. Het nummer werd uitgebracht op hun album Smoke + Mirrors uit 2015. Op 27 oktober 2014 werd het nummer uitgebracht als de eerste single van het album.

## Achtergrond
"I Bet My Life" is geschreven en geproduceerd door alle bandleden. De band debuteerde het nummer tijdens de American Music Awards in 2014, waar zij de prijs in de categorie "Favourite Alternative Artist" in ontvangst namen. Zanger Dan Reynolds vertelde dat het nummer gaat over zijn relatie met zijn ouders. Hij legde uit: "Op sommige momenten was het gespannen en moeilijk... maar uiteindelijk viert "I Bet My Life" de band die we nog altijd hebben."
"I Bet My Life" bereikte wereldwijd de hitlijsten, maar kwam nergens in de top 10 terecht. In de Amerikaanse Billboard Hot 100 piekte het op plaats 28, terwijl het in het Verenigd Koninkrijk een positie hoger kwam. In Nederland bereikte de single respectievelijk de plaatsen 27 en 63 in de Top 40 en de Single Top 100, terwijl het niet in de Vlaamse Ultratop 50 terechtkwam en het moest doen met een vijfde plaats in de "Bubbling Under"-lijst.
De videoclip van "I Bet My Life" werd opgenomen nabij de Salt River in Arizona. De video is geregisseerd door Jodeb en acteurs Dane DeHaan en Alex Neustaedter spelen een rol in de clip. Voordat de clip werd uitgebracht, waren al enkele beelden te zien in een commercial van het automerk Jeep. In 2018 werd het nummer gebruikt in de tweede trailer van de film Alpha.

## Hitnoteringen

### Nederlandse Top 40
| Hitnotering: 29-11-2014 t/m 14-02-2015 | Hitnotering: 29-11-2014 t/m 14-02-2015 | Hitnotering: 29-11-2014 t/m 14-02-2015 | Hitnotering: 29-11-2014 t/m 14-02-2015 | Hitnotering: 29-11-2014 t/m 14-02-2015 | Hitnotering: 29-11-2014 t/m 14-02-2015 | Hitnotering: 29-11-2014 t/m 14-02-2015 | Hitnotering: 29-11-2014 t/m 14-02-2015 | Hitnotering: 29-11-2014 t/m 14-02-2015 | Hitnotering: 29-11-2014 t/m 14-02-2015 | Hitnotering: 29-11-2014 t/m 14-02-2015 | Hitnotering: 29-11-2014 t/m 14-02-2015 | Hitnotering: 29-11-2014 t/m 14-02-2015 |
| Week                                   | 1                                      | 2                                      | 3                                      | 4                                      | 5                                      | 6                                      | 7                                      | 8                                      | 9                                      | 10                                     | 11                                     |                                        |
| -------------------------------------- | -------------------------------------- | -------------------------------------- | -------------------------------------- | -------------------------------------- | -------------------------------------- | -------------------------------------- | -------------------------------------- | -------------------------------------- | -------------------------------------- | -------------------------------------- | -------------------------------------- | -------------------------------------- |
| Positie                                | 34                                     | 33                                     | 29                                     | 27                                     | 30                                     | 32                                     | 33                                     | 35                                     | 34                                     | 38                                     | 40                                     | uit                                    |

### Single Top 100
| Hitnotering week 1 t/m 4: 29-11-2014 t/m 20-12-2014 Hitnotering week 5 t/m 13: 03-01-2015 t/m 28-02-2015 | Hitnotering week 1 t/m 4: 29-11-2014 t/m 20-12-2014 Hitnotering week 5 t/m 13: 03-01-2015 t/m 28-02-2015 | Hitnotering week 1 t/m 4: 29-11-2014 t/m 20-12-2014 Hitnotering week 5 t/m 13: 03-01-2015 t/m 28-02-2015 | Hitnotering week 1 t/m 4: 29-11-2014 t/m 20-12-2014 Hitnotering week 5 t/m 13: 03-01-2015 t/m 28-02-2015 | Hitnotering week 1 t/m 4: 29-11-2014 t/m 20-12-2014 Hitnotering week 5 t/m 13: 03-01-2015 t/m 28-02-2015 | Hitnotering week 1 t/m 4: 29-11-2014 t/m 20-12-2014 Hitnotering week 5 t/m 13: 03-01-2015 t/m 28-02-2015 | Hitnotering week 1 t/m 4: 29-11-2014 t/m 20-12-2014 Hitnotering week 5 t/m 13: 03-01-2015 t/m 28-02-2015 | Hitnotering week 1 t/m 4: 29-11-2014 t/m 20-12-2014 Hitnotering week 5 t/m 13: 03-01-2015 t/m 28-02-2015 | Hitnotering week 1 t/m 4: 29-11-2014 t/m 20-12-2014 Hitnotering week 5 t/m 13: 03-01-2015 t/m 28-02-2015 | Hitnotering week 1 t/m 4: 29-11-2014 t/m 20-12-2014 Hitnotering week 5 t/m 13: 03-01-2015 t/m 28-02-2015 | Hitnotering week 1 t/m 4: 29-11-2014 t/m 20-12-2014 Hitnotering week 5 t/m 13: 03-01-2015 t/m 28-02-2015 | Hitnotering week 1 t/m 4: 29-11-2014 t/m 20-12-2014 Hitnotering week 5 t/m 13: 03-01-2015 t/m 28-02-2015 | Hitnotering week 1 t/m 4: 29-11-2014 t/m 20-12-2014 Hitnotering week 5 t/m 13: 03-01-2015 t/m 28-02-2015 | Hitnotering week 1 t/m 4: 29-11-2014 t/m 20-12-2014 Hitnotering week 5 t/m 13: 03-01-2015 t/m 28-02-2015 | Hitnotering week 1 t/m 4: 29-11-2014 t/m 20-12-2014 Hitnotering week 5 t/m 13: 03-01-2015 t/m 28-02-2015 | Hitnotering week 1 t/m 4: 29-11-2014 t/m 20-12-2014 Hitnotering week 5 t/m 13: 03-01-2015 t/m 28-02-2015 |
| Week | 1 | 2 | 3 | 4 | | 5 | 6 | 7 | 8 | 9 | 10 | 11 | 12 | 13 | |
| --- | --- | --- | --- | --- | --- | --- | --- | --- | --- | --- | --- | --- | --- | --- | --- |
| Positie                                                                                                  | 76 | 63 | 64 | 65 | uit | 87 | 81 | 80 | 78 | 78 | 89 | 85 | 71 | 70 | uit |

### NPO Radio 2 Top 2000
I Bet My Life stond alleen in 2018 in de NPO Radio 2 Top 2000, op plek 1950.